# A8-as autópálya (Románia)
Az A8-as autópálya (másként Egyesülés autópálya, románul Autostrada Unirii) egy tervezett romániai autópálya, amely kelet–nyugat irányban szeli majd át az országot. A TEN-T (transzeurópai közlekedési hálózat) része; a 4-es és 9-es páneurópai közlekedési folyosók forgalmát hivatott könnyíteni. Az autópálya összeköti Moldvát Erdély központi részével, érintve Székelyföld északi részét.
A tervek szerint a Marosvásárhely – Ditró – Poiana Largului – Németvásár – Páskán – Jászvásár – Ungheni /   Moldova nyomvonalon halad majd.

## Története
Az első előtanulmányokat 2007-ben rendelték meg a hatóságok az akkor már előrehaladottabb állapotban lévő, észak-erdélyi A3-as autópályát Moldvával összekötő A8-asról. 2009-ben tényleges megvalósíthatósági tanulmányt is rendeltek.
A székelyföldi Hargita Megye Tanácsa 2011 júniusában kedvezően bírálta el az autópálya Hargita megyét átszelő szakaszának kidolgozás alatt álló megvalósíthatósági tanulmányát, és előzetes beleegyezését adta. A Maros Megyei Tanács 2012 augusztusában adta ki a hivatalos engedélyeket. 2012-ben európai közlekedési folyosó részévé jelölték ki.
A megvalósíthatósági tanulmányt később a kormány frissíteni szerette volna. Az erre vonatkozó szerződést 2015-ben írták alá, de ezt később felbontották.
2018-ban, a román centenáriumi ünnepségekhez kapcsolódóan a román parlament törvényt fogadott el az Egyesülés autópályának is nevezett autópálya megvalósításáról, mely azonban nem jelentett gyakorlati elköteleződést.

### Marosvásárhely–Nyárádszereda
A 24,2 km-es szakasz tervezésére és kivitelezésére 2022 végén írták ki a köbeszerzést. Az eljárás győztesének a török Nurol céget hirdette ki a CNAIR, de a Strabag és a Tekfen cégek óvást nyújtottak be, mely alapján az Óvásokat Elbíráló Országos Tanács az ajánlatok újbóli kiértékelésére kötelezte az ajánlatkérőt. Ezt a nyertes ajánlattevő bíróságon támadta meg, sikerrel: a Bukaresti Táblabíróság megsemmisítette a határozatot, így 2024 február elejére megnyílt az út a szerződéskötés előtt. A szakasz megvalósítását a nemzeti helyreállítási és ellenállóképességi terv (PNRR) forrásaiból finanszíroznák, de ennek feltétele a 2023 végéig történő szerződéskötés lett volna, így kétségessé vált. A 2,46 milliárd lej értékű tervezési és kivitelezési szerződést február közepén írták alá: a tervezésre 6, a kivitelezésre 24 hónap áll rendelkezésre. A határidő 2026. december.

### Nyárádszereda–Leghin
A Nyárádszereda–Leghin (Vânători Neamț) közötti 159,2 km-es szakasz környezetvédelmi engedélyét 2023 áprilisában adták ki, műszaki–gazdasági mutatóit augusztusban hagyta jóvá a CNAIR. A szakaszon ez alapján öt csomópontot terveznek. A becsült költség 6,4 milliárd euró.
A Nyárádszereda–Sóvárad szakasz 23,4 km, 2024. októberi helyzet szerint folyamatban volt a tervezési és kivitelezési közbeszerzés, melyre két török vállalat jelentkezett.
A Sóvárad–Gyergyóalfalu szakasz 32,4 km, 2024. júniusi helyzet szerint folyamatban van a tervezési és kivitelezési közbeszerzés előkészítése, ezt októberben írták ki; becsült értéke 6,1 milliárd lej+ÁFA.
A Gyergyóalfalu–Gyergyóditró szakasz 14,4 km, 2024. októberi helyzet szerint folyamatban volt a tervezési és kivitelezési közbeszerzés.
A Gyergyóditró–Grințieș szakasz 37,9 km, 2024. júniusi helyzet szerint folyamatban volt a tervezési és kivitelezési közbeszerzés előkészítése, ezt októberben írták ki. A 6,4 milliárd lej+ÁFA becsült értékű projekt tervezésére 14, kivitelezésére 40 hónap áll majd rendelkezésre. A versenytárgyalás eredményét 2025 márciusában hirdették ki.
A Grințieș–Pipirig szakasz 34,1 km, 2024. októberi helyzet szerint folyamatban van a tervezési és kivitelezési közbeszerzés előkészítése.
A Pipirig–Leghin (Vânători Neamț) szakasz 19,3 km, 2024. júniusi helyzet szerint folyamatban van a tervezési és kivitelezési közbeszerzés, melynek határideje június 25.

### Leghin–Moțca
A 29,9 km-es Leghin (Vânători Neamț)–Németvásár–Moțca szakasz tervezésére és kivitelezésére 2022 végén írták ki a köbeszerzést, eredményt 2023 júliusában hirdettek. A kivitelezési szerződést szeptember 20-án írták alá  az UMB céggel. A tervezésre 6, a kivitelezésre további 24 hónap áll rendelkezésre, a határidő 2026. december. A szakasz megvalósítását a nemzeti helyreállítási és ellenállóképességi terv (PNRR) forrásaiból finanszírozzák.

### Moțca–Ungheni
A Moțca–Lețcani–Ungheni szakasz a tervek szerint 93,27 km hosszú lesz. 2024 júniusi helyzet szerint év végére várják a megvalósíthatósági tanulmány elkészültét és a műszaki-gazdasági mutatók elfogadását.